# PCHL 1939/40
Die Saison 1939/40 war die siebte reguläre Saison der Pacific Coast Hockey League (PCHL). Meister wurden die Vancouver Lions.

## Teamänderungen
Folgende Änderungen wurden vor Beginn der Saison vorgenommen:
- Die Spokane Clippers stellten den Spielbetrieb ein.

## Modus
Während der regulären Saison bestritten die drei Teams der Liga je 40 Spiele. Für einen Sieg erhielt jede Mannschaft zwei Punkte, bei einem Unentschieden gab es ein Punkt und bei einer Niederlage null Punkte.

## Reguläre Saison

### Tabelle
Abkürzungen: GP = Spiele, W = Siege, L = Niederlagen, T = Unentschieden, GF = Erzielte Tore, GA = Gegentore, Pts = Punkte
|                    | GP | W  | L  | T | GF  | GA  | Pts |
| ------------------ | -- | -- | -- | - | --- | --- | --- |
| Vancouver Lions    | 40 | 22 | 16 | 2 | 134 | 126 | 46  |
| Portland Buckaroos | 40 | 17 | 18 | 5 | 96  | 99  | 39  |
| Seattle Seahawks   | 40 | 16 | 21 | 3 | 120 | 125 | 35  |